# بانک ملی استرالیا

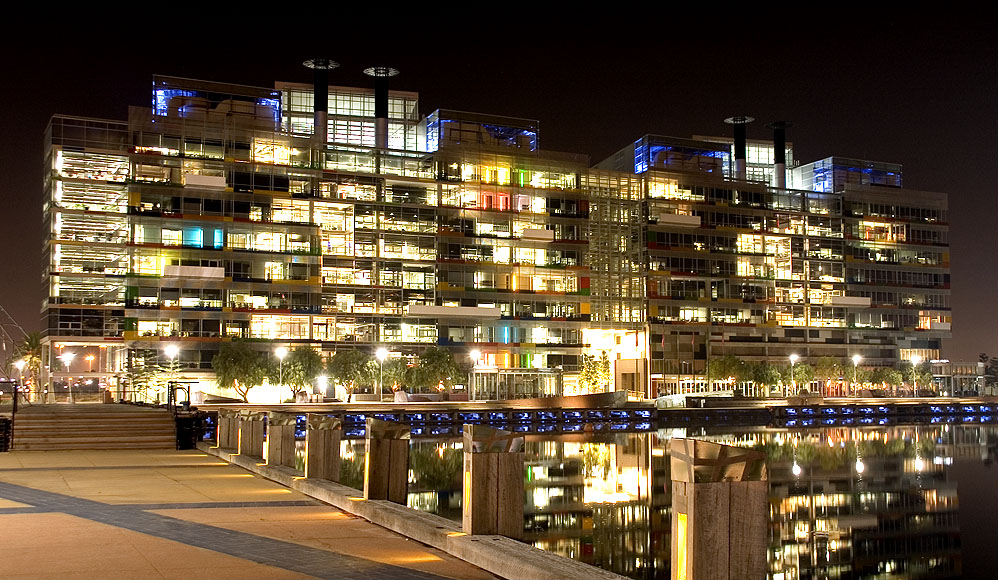
دفتر اداری مرکزی بانک ملی استرالیا در داکلندز، ویکتوریا

بانک ملی استرالیا (به انگلیسی: National Australia Bank) شرکت خدمات مالی و بانکداری استرالیایی است، که هم‌اکنون با بیش از ۷۵۴ میلیارد دلار دارایی، به‌عنوان بزرگترین بانک این کشور، بر پایه میزان دارایی‌ها، محسوب می‌شود. این بانک در حال حاضر هفدهمین بانک بزرگ جهان، بر پایه میزان ارزش بازار سرمایه، به‌شمار می‌آید.
ریشه‌های تأسیس بانک ملی استرالیا به سال ۱۸۵۸ بازمی‌گردد، که بانک ملی محدود، فعالیت خود را در شهر ملبورن آغاز نمود، تا اینکه در ۱ اکتبر ۱۹۸۱ با کامرشال بنکینگ کمپانی سیدنی، ادغام گردید و از آن پس، بانک ملی استرالیا نام گرفت. این بانک، در حال حاضر با در اختیار داشتن ۱٫۸۰۸ شعبه بانک و ۴٫۶۵۶ دستگاه خودپرداز، مالک بزرگترین شبکه بانکداری استرالیا بوده و به بیش از ۸٫۳ مشتری و ۲٫۳ میلیون شرکت، سازمان و موسسه‌در ۱۰ کشور جهان، خدمات بانکداری ارائه می‌نماید.
شعبه مرکزی بانک ملی استرالیا در حومه شهر ملبورن، در داکلندز، ویکتوریا، استرالیا قرار دارد و سهام آن در بازار بورس اوراق بهادار استرالیا معامله می‌شود.